# تانیا چاتکن
تانیا سو چاتکن انگلیسی: Tanya S. Chutkan؛ زادهٔ ۵ ژوئیهٔ ۱۹۶۲) یک وکیل و حقوقدان آمریکایی متولد جامائیکایی است که به عنوان قاضی منطقه‌ای در دادگاه منطقه‌ای ایالات متحده در ناحیه کلمبیا خدمت می‌کند. او قاضی ناظر بر محاکمه رئیس‌جمهور سابق ایالات متحده دونالد جی. ترامپ به دلیل تلاش‌های وی برای لغو نتیجه انتخابات ریاست جمهوری ۲۰۲۰ و وقایع منتهی به حمله ۶ ژانویه ۲۰۲۱ به ساختمان کنگره ایالات متحده است.

## اوایل زندگی
تانیا در ۵ ژوئیه ۱۹۶۲ در کینگستون، جامائیکا به دنیا آمد. تانیا یک برادر کوچکتر به نام نورمن و یک خواهر کوچکتر به نام رابین دارد که هر دو پزشک هستند. پدرش وینستون چاتکن  یک پزشک هندی-جامائیکائی است و مادرش نوئل یک آفریقایی-جامائیکایی است که یکی از رقصندگان پیشرو در گروه تئاتر ملی رقص جامائیکا بود. نوئل دختر فرانک هیل، یکی از بنیانگذاران حزب ملی خلق است. خواهر نوئل، جین بارنز، که عمه تانیا است، مادر جان بارنز، فوتبالیست سابق لیورپول و انگلیس است.

## زندگی‌نامه
Chutkan مدرک لیسانس هنر را در سال ۱۹۸۳ از دانشگاه جورج واشینگتن دریافت کرد. او بعداً در دانشکده حقوق دانشگاه پنسیلوانیا تحصیل کرد، جایی که او دستیار سردبیر دانشگاه پنسیلوانیا بود. او در سال ۱۹۸۷ با دکترای حقوقی فارغ‌التحصیل شد.

## خدمات قضایی فدرال
در ۱۹ دسامبر ۲۰۱۳، ریاست جمهوری وقت آمریکا باراک اوباما، چاتکن را به عنوان قاضی دادگاه منطقه ای ایالات متحده برای ناحیه کلمبیا معرفی کرد. او در ۲۵ فوریه ۲۰۱۴ در کمیته قضایی سنای ایالات متحده جلسه استماع دریافت کرد در ۲۷ مارس ۲۰۱۴، نامزدی او از کمیته با رای‌گیری صوتی مورد بررسی قرار گرفت. در ۳ ژوئن ۲۰۱۴، سنای ایالات متحده با ۵۴ رای موافق در برابر ۴۰ رای، نامزدی او را به پایان رساند. در ۴ ژوئن ۲۰۱۴، نامزدی او با رای ۹۵–۰ تأیید شد. او کمیسیون قضایی خود را در ۵ ژوئن ۲۰۱۴ آغاز کرد.

## زندگی شخصی
همسرش، پیتر آ. کراتهامر، از سال ۲۰۱۲ تا ۲۰۲۳ به عنوان قاضی در دادگاه عالی ناحیه کلمبیا خدمت کرد. آنها دو پسر دارند.